# Scott Edwards
Scott Andrew Edwards (nacido el 23 de agosto de 1996) es un jugador de críquet holandés.

## Carrera profesional
El 1 de agosto de 2018, Edwards hizo su debut en One Day International con Holanda contra Nepal.
En abril de 2020, Edwards fue uno de los diecisiete jugadores de críquet holandeses que fueron nombrados en el equipo senior del equipo.